# Nia (AV女優)
Nia（にあ、2000年10月10日 - ）は、日本のAV女優。台湾出身。元Wish所属、その後NAXプロモーションに移籍。媒体によってはカタカナで「ニア」表記もされる。旧名は伊東 める（いとう める）。

## 来歴
台湾で台湾人の母と日本人（北海道生まれ）の父のハーフ（ミックス）として生まれ、幼少期は台湾で過ごす。父親が約40歳くらいの時に生誕した。幼少期は地元で子役として芸能活動をしており、台湾華語を中心とした中国語と英語が話せる。
2021年5月13日、『ニーハオ、新人元国民的台湾ハーフ美少女イクイクAVデビュー!! 伊東める』（ムーディーズ）でAV女優としてデビュー。所属事務所はwish。AVは表に出る活動を日本でもしたかったこと、「人生は限りがある。太宰治が後世に作品を残していったように、ちょっとでもいいから世に自分のことをなにか遺したいと思った」ことを理由として挙げている。またデビュー後の感想として「全てが露わになるのを身を持って体験して、本当にデビューしてよかった。この世界で自分の中にある本質を遺せたらいいなという思いが強くなりました。恥ずかしい部分も全部ひっくるめて私を見てほしいし、愛してほしいです」と述べている。
2021年11月30日、スカパー!アダルト放送大賞・Valuable Actress of エンタ!959に選出。なお、ノミネート者の中では最もキャリアが浅かった。2022年3月6日、同MIA（Most Intelligent Actress）受賞。
2022年1月29日、東京・レフカダ新宿で行われた「MCOS presentsコスプレファッションショー2022新春」にモデルとして出演。同年5月後半より役作りのため金髪にイメージチェンジ。同年7月からのLARMEレギュラーオーディション2022参加のため、しばらくギャルスタイルをキープしていた。

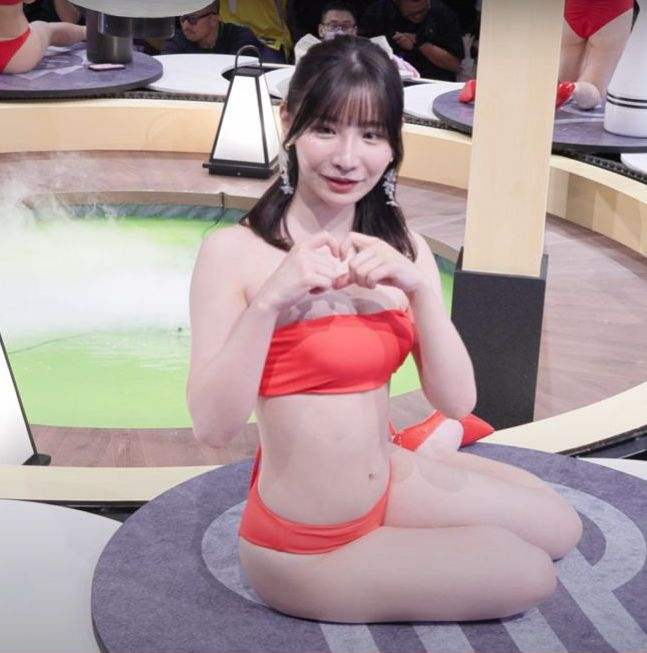
TRE 台北國際成人展にて（2023年8月）

2022年11月10日、NAXプロモーションへの事務所移籍と、Niaへの改名を発表。2023年8月には、台湾で開催された「TRE 台北國際成人展」に出演した。
主演した『雨の日は、ほんのり乳首 実写版 濡れ透け美乳をオヤジに視姦されて発情したムッツリJ○は初めての中出し交尾に明け暮れる』が、2024年4月1日週FANZAレンタルフロアランキング初登場10位を記録。4月8日週の同ランキングで1位に上昇した。
同年9月15日には、『TREND GIRLS 撮影会 2024』内のTREND GIRLSファッションショーに参加し、ランウェイを歩いた。
同年11月2日、東京・代々木で生誕祭を開催。芸人の小石田純一が司会を担当した。
2025年6月のYouTube動画で3月9日に台湾で暮らす母方の祖母、5月8日に父を亡くしたことを報告した。

## 人物
- 趣味は映画鑑賞。特技は10年間クラシックを習っていたピアノ、料理[3]。
- 太宰治や夏目漱石の文学を愛している。高校時代はスマホで官能小説を読んで、さらにその世界を想像してふくらましていましたという小説好き[3]。
- 両親は2022年現在も台湾在住[21]。仕事は両親に隠すつもりもなかったが、デビュー作の情報解禁とともに台湾で報道されたため、台湾在住の従兄弟を伝ってまたたくまに両親にも伝わったという[22]。
- 旧芸名は「あなたを射止める」という日本語のダジャレから[23]。
- 初体験は17歳か18歳の間で学校の先輩[3]。
- 好きな体位は相手を見下ろせる騎乗位[3]。
- 好きな男性のタイプは三浦春馬[24]。
- 将来の夢は＂台湾や海外で名の知られる女優＂[25]。出自など経歴をオープンにしている理由については「銃を持ったままで、微動だにせずその場で立ち尽くすくらいなら、いっそその銃で自害したほうがマシ」と表現している[25]。
- 思春期は日本に居住したこともあり、日本語をメインに勉強したが、父親が東北寄りの方言を使い、母親は中国大陸寄りの言葉を教えたい台湾の人という状況だったため、言葉が混ぜこぜになり混乱した[6]。
- デビュー作のジャケットが台湾では着る習慣のないチャイナ服であり、台湾では使わない中国語を使用していたため、中国および台湾では炎上した[6]（中国本土からはチャイナ服を着るなら中国出身と記述するべきという意見が寄せられた[26]）。Nia自身は日本から見た漠然としたイメージだろうと受け入れたが、これを機に改めて台湾ミックスであることを意識したと述べている[6]。
- キャリア的には先輩にあたる宮沢ちはるとはスカパー!アダルト放送大賞を通じて友人となり、2022年より定期的にトークライブ「＃ちはめる」[27]→「＃ちはNia」を開催[28]。2023年11月22日に宮沢の引退に伴うラストイベント「＃ちはNia最終回」を開催した[29]。

## 作品

### アダルトビデオ

#### 2021年
- ニーハオ、新人元国民的台湾ハーフ美少女イクイクAVデビュー!! 伊東める（5月13日、MOODYZ）
- 痴女偏差値エース級! 台湾ハーフ美少女 伊東める中出し解禁! 膣奥が気持ち良くて腰フリすぎて中出しされても追撃ピストンしちゃう騎乗位エンジェル（5月25日、Kawaii*）
- 台湾ハーフ美少女 密着いちゃラブSEX 伊東める（7月16日、MAXING）
- 「ビビってるの? でもパコりたいんでしょー?」 オトナをおちょくるおませで生意気な制服女子2人にスリル満点な逆3Pで弄ばれるモザイクな放課後 伊東める 橘ひなの（7月25日、kawaii）
- KANCOS STYLE@めるたん ＃リアルアジアンハーフ女子（7月27日、First Star/KANCOSSTYLE）
- 終電を逃した親友の彼女を家に泊めて朝まで何度もハメまくり! しかし朝迎えに来た彼氏から隠れ一緒に帰らない彼女…「昨日のことは忘れて…」と（8月7日、Hunter）
- 伊東める 濡れてテカってピッタリ密着 神競泳水着 ロリ可愛い女子の競泳水着姿をじっとりと堪能! 着替え盗撮から始まり貧乳から巨乳にパイパン、ハミ毛、ジョリワキ等のフェチ接写やローションソーププレイや競泳水着ぶっかけ等を完全着衣で楽しむAV（8月12日、親父の個撮）
- 隣に住む女子大生のパンチラを毎日拝めてたら、モテない僕を不憫に思ったのか、パンツやおっぱいを見せてくれた! しかも興奮してマ○コ濡れ濡れになった女子とエッチなことができた!（8月26日、SWITCH）
- 120％リアルガチ軟派伝説 100＋未公開映像DVD付き（9月17日、プレステージ／釣師）
- 羞恥! 青少年男女混合全裸体力測定 2021（9月23日、サディスティックヴィレッジ）
- 街行く女子○校生が制服姿で‘固定電マ’ツイスターゲーム! 羞恥ポーズで敏感おま○こを刺激され痙攣イキ!! 人生初の中出しメス堕ちSEX!! 2（9月23日、サディスティックヴィレッジ）※オムニバス作品
- 素人女子○生ガチナンパ! 街行く学生男女が「ザーメン20ml採取できたら10万円獲得企画」に挑戦! 激照れしながら友達チ○ポを連続ヌキ!「まだ出せるでしょ…//」と生ハメ誘惑で再勃起させ、最後の一滴まで絞り取る! 4組で合計15発射・ザーメン1.2Lも採れちゃいましたSP!（9月24日、赤面女子）※オムニバス作品
- 「禁欲させたこと後悔させてヤルんだから!」台本・ルール完全無視! ヤリたい放題ヌキ放題 白桃はな×伊東める 発情メス化計画（10月5日、kawaii）
- SEXするのを期待してる女の子 門限20時女子大生を連れ回し郊外のラブホでいちゃいちゃ生6発 女子大生 めい（10月5日、ナンパJAPAN）
- 久しぶりに再会した女友達がエロい身体に成長していて欲情した僕は…伊東める（10月16日、MAXING）
- ずっとちくびコリコリにゅっぷん ぬるぬる唾液でちゅっぽちゅぽ 舐めヌル遊び痴女校生 伊東める（10月26日、ダスッ!）
- 『お兄ちゃんが彼女できるまで私が彼女になってあげよっか？』親が再婚して突然できた新しい義妹はとにかく可愛くて優しくてボクの事を本当の兄の（10月26日、Hunter）※オムニバス作品
- 感じすぎていっぱいおもらしごめんなさい…31 伊東める（11月9日、セレブの友）
- 私立美少女●●大学潜入調査! プール付き合宿所【新歓合宿乱交パーティ】清楚JDが精子まみれで昇天しまくる 伊東める（11月16日、ABC）
- オヤジのハメ撮りドキュメント ねっとり濃厚に貪り尽くす体液ドロドロ汗だく性交 伊東める（11月16日、Fitch）
- 禁断介護 伊東める（11月16日、グローリークエスト）
- 姪っ子と叔父さん『める』の記録 伊東める（11月16日、ケー・トライブ）
- 固定バイブだるまさんが転んだ22（11月16日、はじめ企画）
- 文京区にある女教師が通う整体セラピー治療院31（12月7日、変態紳士倶楽部）※オムニバス作品
- 嫉妬に狂ったメンヘラ妹のかまってSEX 伊東める（12月14日、ケー・トライブ）
- 涙のノンストップ激イカせSEX14 伊東める（12月14日、セレブの友）
- 親戚のエロガキにスカートもぐりクンニされ夫がいる至近距離でイってしまった叔母さんは挿入も拒めない4（12月23日、ナチュラルハイ）※オムニバス作品

#### 2022年
- ち○ぽが壊れる5秒前! 手加減をしない責めるフルコース痴女SEX2 伊東める（1月11日、セレブの友）
- 優等生小悪魔美少女の密着誘惑 囁き淫語と弄り乳首責め痴女性交 伊東める（1月18日、ゾクゾク娘/妄想族）
- 初レズ！伊東めるwith枢木あおい ～初めて伊東めるが枢木あおいに教わったレズイキする快楽！（2月9日、セレブの友）
- 新放課後痴女美少女回春リフレクソロジーSpecial 伊東める（2月9日、ケイ・エム・プロデュース）
- アナル舐めさせ小悪魔痴女 2 肛門クンニでむせるほど匂いと味を染みつかせケツ穴ヒクヒク丸出しSEXでイキ狂うプリ尻ビッチちゃん（2月16日、ディープス）
- 匂い立つ黒パンティストッキングオナニーの世界！～15人の股の部分から溢れ出るイヤラシイ匂いはアナタを虜にする。（2月23日、セレブの友）
- 僕の思い通りになる性処理人形を飼育してみたvol.8 伊東める（2月23日、セレブの友）
- マッサージ師のなすがまま、カーテン越しに上から下まで弄られまくりの人妻たち！！声を殺して、鼻息も荒く* オイルで火照ったカラダをふるわせ旦那にバレずにイキ放題っ！！久々の中出しに子宮は切なく痺れ、たっぷり染み込む他人種がメスの性を目覚めさせるっ！！ 5（3月10日、LEO）
- 高級ランジェリーガニ股バイブ失禁オナニー（3月10日、レイディックス）
- おしっこパンティー搾って飲ませてあげる 伊東める（3月10日、レイディックス）[30]
- 就活女子大生セクハラ面接の実態！「内定の為なら…私なんでもします」ブラック企業によるパワハラ行為の一部始終大公開！恥じらいAV出演 なんでも従順いいなり社畜娘に教育しちゃいますSP Vol.03（3月16日、ゾクゾク娘/妄想族）
- スクヘル！ ～教イク委員会公認ヘルスNo.1嬢める＆いちか～ 伊東める 松本いちか（3月22日、ダスッ！）
- 同僚の隠れビッチ女子社員は高級痴女M性感で働くアナル責め風俗嬢 伊東める（3月22日、MEGAMI）
- ゴム手袋Mフェティッシュ 痴女歯科衛生士に手袋で変態ザーメン搾り取られるClinic（4月5日、MEGAMI）
- 産婦人科痴●！！15何も知らない若妻に治療と称して中出しまでっ！！（4月7日、LEO）
- こんな私で「ごめんなさい」オナニー全員集合！2（4月9日、セレブの友）
- 伊東める 完全撮り下ろし激エロ・5SEX（4月26日、セレブの友）
- TokyoToy ep01 【日本首支全中文AV】（4月29日、J-MODEL）
- ブルーライトニング 伊東める（5月13日、GIGA）
- 尿道×アナル責めM男脳バグパニック！スレンダー痴女小悪魔に弄ばれて脳みそバグってイキまくり！伊東める（5月17日、M男パラダイス）
- も、もしも伊東めるが、中国系IT企業で働くバイリンガルなのに、無職の僕に一方的に想いを寄せるフェラ友だったら…（5月17日、山と空/妄想族）
- 【4K】TokyoToy ep02【日本首支全中文AV】（6月3日、J-MODEL）
- 友達の彼女（ドS）におもちゃのようにち●こ弄ばれ手コキでお仕置きされた僕。（6月9日、LEO）
- 可愛い服着た女の子のパンチラが堪能できる足こき（6月21日、アロマ企画）※オムニバス作品
- 放課後ラブホで生徒三人に痴女られ囲まれ、挟まれ、中出しさせられた担任教師の僕。 森日向子 木下ひまり 伊東める（6月28日、痴女ヘブン）
- パンティの中にチ○ポを誘導し時々おマ○コにも挿入させてくれるお姉さん（7月19日、アロマ企画）
- 円光を匂わせ小遣い稼ぎに明け暮れる 制服女子中毒2（7月26日、ホームルーム/妄想族）※オムニバス作品
- 快楽求めてオナニー三昧！動かぬ体で絶頂艶舞！3 クネる淫体15選！（7月26日、セレブの友）※オムニバス作品
- ニーハイブーツの腿こき（8月2日、アロマ企画）※オムニバス作品
- 【妄想主観】イクイク早漏敏感妹と排卵日子作りSEX 伊東める（7月29日、エロタイム）
- ずっとヤリたいと思っていた近所のデカ尻台湾人奥様をキメセクにどっぷり溺れさせ日本人デカ硬ち○ぽの熱烈ピストンで絶叫イキさせまくった。 伊東める（8月2日、LUNATICS）[31][32]
- ヌキやすさに全振りした完全主観フェラチオ（8月23日、SEX Agent/妄想族）※オムニバス作品
- 半グレ集団の乳首と亀頭が確変入りました 伊東める（9月6日、バビロン/妄想族）
- ギャルチューバ―めるのM男イジり大好きチャンネル 伊東める（9月13日、BALTAN＜バルタン＞）
- 指先までぜんぶ性感帯！幸薄美少女は強引なHが好き。伊東める（10月4日、S-Cute）
- 意地悪痴女な金髪ギャル先輩に毎日アナルまで弄ばれる理想のM男生活。 伊東める（10月4日、MEGAMI）
- 伊東める むちむち美尻 神ブルマ ロリ美少女やぽっちゃり娘にピチピチブルマ＆体操着を着せ、ハミパン、ムレムレワレメを毛穴まで見えるほどの超ドアップ接写！さらに尻コキ、着衣お漏らし放尿やブルマぶっかけ等ブルマ好きに送る完全着衣フェチAV（10月6日、親父の個撮）
- 僕の彼女はツンデレ金髪保母 彼氏にツンツンしながらもHの時はデレデレに甘やかしてくれる甘い同棲生活 伊東める（11月30日、ABC/妄想族）
- 甘えた優しいタッチから一転！激しく盛り上がるギャップエッチ 成宮仁（11月30日、シルクラボ）
- 性悪SchoolGirl Dominantに犯●れてメスイキ！敗北射精！！伊東める（12月20日、M男パラダイス）
- 素人トーキョー No.11 円光女子校生に生ハメ中出し!（12月27日、素人トーキョーH.S./妄想族）

#### 2023年
- ラッキーな胸チラを発見し、気づかれないように見てたけど、やっぱりバレてた？！ 23～ヨガインストラクター編～（1月19日、LEO）
- ワタシのこと見てマゾ汁垂れ流してる尿道凸してやるから一生勃起してろ変態（2月7日、MEGAMI）
- 激カワ天然美女が降臨！おじさんにご奉仕＆ガチ交尾 金玉の精子全部搾り取る！ Nia（6月24日、シャーク）
- チャレンジ！タイマー電マ にあ えま（7月15日、大洋図書）
- 女教師と不良生徒 「先生、ヤラせろや！！ 」Nia（7月28日、h.m.p）
- 媚薬の力でストーカーの手籠めにされた元人気水着モデル妻 Nia（7月21日、マザー）
- カラダだけ、なんて。（8月9日、SILK LABO）
- ドギースタイル痴女プレイ 四つん這いでひれ伏す男をいじめ抜く！！（8月22日、SEX Agent/妄想族）
- アソコに直穿きスポウェア女子 ムラッと来たらガマンできない三者三様欲情エクササイズ（8月26日、オイスター海運）
- 性交哀歌 心ならずも男に抱かれる女たち 独身30代/芸術家志望/インタビュアー（9月26日、FAプロ）
- ココは天国 or 地獄?! 無限射精! 無限メスイキ! 無限乳首責め! 無限寸止め! 全M男が夢みる中出しハーレム誕生日会 松本いちか 倉本すみれ 美園和花 Nia 二宮もも ちびとり（9月26日、本中）
- THE F1RST SEX Vol.02（10月15日、ピーターズ）
- ミニスカ絶対領域えちえち美脚お姉さん4人にシコられまくる パンチラ×脚コキ×囁き淫語 むちむち太ももハーレム 森日向子 百永さりな Nia 百咲みいろ（12月5日、kawaii）
- 洗脳される巨乳美女OL達！ド淫乱アへ顔化計画！（12月12日、セレブの友）
- 美女の足裏をふやけるまで舐めたい!Nia（12月21日、レイディックス）[32]

#### 2024年
- メチャクチャ酔っぱらったヤリマン部下にホテルに連れこまれて無限射精玩具にされた絶倫アラフォー上司のボク 桐香ゆうり Nia（3月12日、BALTAN＜バルタン＞）
- 姉ハーレム！～引きこもりの弟の性処理をしてあげる‘優しい姉’と弟を使って性欲処理をさせてる‘身勝手な姉’どっちが好き？～（4月2日、下半身タイガース/妄想族）
- 完全CFNM 全裸ですけべ椅子に拘束され前後左右上下からの全身3D性感舐めでフル勃起キープさせられ続ける（4月9日、アロマ企画）
- 射精を受け止めたパンティを穿きオナニーする女の子。その姿に興奮して再びぶっかけ射精！2～凌●とご奉仕の濃厚スペルマ（5月28日、アロマ企画）
- 上は制服 下は黒タイツ 永遠に見ていたい！スラリとした美脚、マンすじセンターシーム、ムレムレ足裏に思わず股間が熱くなる！（6月4日、ディープス）
- 限界突破！意識がぶっ飛ぶほどイカされまくる最高潮FUCK Nia（6月16日、マキシング）

- アナル舐めガチ勢5 Nia（6月25日、アロマ企画）
- 接吻旅行 旅行中ずっとキスしたら…もっと好きになって離れられなくなりました。ベロを絡ませ身体を重ねた1泊2日の恋人デート 末広純 Nia（7月25日、凸凹はぁと）

- 抱きついてずーっと密着しながら乳頭ふやけるまで舐められ続ける超濃厚乳首舐め（8月13日、アロマ企画）

- 陰キャの俺達をイジメたこいつらを復讐のわからせイラマSEX（8月22日、FALENO TUBE）

- コレが献身的な看護というものなのか…入浴出来ない僕のカラダ（やたらと乳首）を拭いてくれる美人ナースのせいでチ●ポは我慢の限界を迎える…。そんな噂は一気に広まり、欲求不満な5人の白衣の天使達が、入れ替わり立ち代わり僕の乳首を刺激しに病室へやって来る！（9月1日、OFFICE K’S）
- THE CAMEL YOGA ～mansuji～全身フェチ動画-Nia-（9月7日、TROIS出版）
- THE CAMEL YOGA ～mansuji～接写フェチ動画-Nia-（9月7日、TROIS出版）
- 残業中、2人きりの社内でむっちりデカ尻人妻台湾人女上司のムレムレパンスト挑発に乗せられ脚テクで何度もサービスぶっかけ射精させられた。 Nia（10月1日、ルナティックス）
- 遊びたりない（11月6日、SILK LABO）
- ほら…イっちゃえ♪逆痴●トリオの暇つぶしにされ、言われたタイミングで射精するしかデキなかったスクールカースト最下層のボク（11月12日、ケイ・エム・プロデュース）
- エロメイド養成学園 ご奉仕またがり学部ねっちょりベロキス騎乗位中出し学科（11月19日、ムーディーズ）

- 全部さらけだして（11月20日、SILK LABO）

- 「ほら、うちらにケツ穴犯●れて女の子みたいにイっちゃいなよw」美少女ドSビッチの2人が街で見つけたM男クンを逆ナン＆逆レ●プ（2）（11月22日、パラダイステレビ）
- イチャラブカップルの囁き乳首責め手コキ2（11月26日、SEX Agent/妄想族）

- ぴちぴち制服ヤング娘の黒タイツハーレム学園 ムチスベタイツ脚に挟撃ロックされ身動き出来ずに射精させられる僕。 Nia 姫川かのん 優梨まいな 天馬ゆい（12月3日、ムーディーズ）
- おしっことマン汁でグッチョグチョになったパンティでチ〇ポをシゴかれる! おもらしパンティ手コキ（12月24日、犬/妄想族）

#### 2025年
- Nia×春原未来 姉御の個撮 神レズ競泳水着 女が自らカメラを持ち可愛い女子の水着姿をじっとり撮影！親父の個撮ゆずりのハミ毛、ジョリワキ等のフェチ接写はもちろん女に撮られる恥辱放尿やローション密着やレズSEXを完全着衣で楽しむレズハメ撮りAV（1月9日、親父の個撮）
- 太腿で顔面サンドウィッチされながら乳首と亀頭同時責めされ続けるむちむち3P性感（1月14日、アロマ企画）

- ありがとう！【宮沢スペシャル！】●っ払い奥様ちはるさんの媚薬ガンギマリ撮影会＆仲良し奥様と悪乗り上司チ●ポ早抜競争！＋フレッシュ新人OLちはる総集編付き2枚組360分 豪華版（2月4日、下半身タイガース/妄想族）
- One’s Daily Life season 9-good holiday-（2月6日、SILK LABO）
- 絶対領域のチラリズムでギンギンになったチ●ポを美脚エロテクで射精に導く美女パパ活OL（2月11日、BAZOOKA）
- むちむち黒ストッキングの尻に勃起ち〇ぽこすりつけて最後はザーメンぶっかけ！！（2月25日、アロマ企画）
- 学生時代に好きが溢れ過ぎた一方通行なレズで離れた2人の気持ちは大人になって再会しあの頃の想いをもう一度伝えキスをして好きを感じ合った Nia 小野寺舞（3月6日、凸凹はぁと）
- 世界を揺るがすバグ技を見つけた俺は、時間を止めたり、感度をあげたり、設定を書き換えたり…スケベ無双になりました。（3月11日、Hunter）
- 薄い布越し素股で挿入を避けられない…本物人妻のみ在籍する裏オプ不可避 Tバックデリヘル（3月11日、BAZOOKA）
- 唾液ダラダラのとろけるベロキスと寸止め焦らし射精コントロール Nia（3月16日、マキシング）
- 援交オヤジが嫌がる女学生の若い肉体をねっとり濃厚に舐め尽くす！孕ませ中出し性交3時間BEST！（3月18日、Fitch）

- 親友レズビアン ～友だちからカップルに…女同士の甘い生活～（4月1日、U＆K）
- BARで2人組女子に絡まれて自宅に連れて帰ったら交互に求められた話 nia（4月18日、NANA）

- 素直になれない恋人たち 9th season（5月8日、SILK LABO）

- エスカレートラバーズ IN THE HOTEL 3（5月8日、SILK LABO）
- マジ？これ現実？夢みたいに何度も何度も暴発してチソポMEGAハイ状態！時間軸が狂う∞射精快感ゾーンに突入させる鬼焦らし生ハメルーインドオーガズム Nia（5月13日、ダスッ！）
- SNSでナンパした美人人妻が、旦那以外の身体に興奮してドエロい本性さらけ出しちゃいました！ Nia（5月15日、	マキシング）

- 童貞メシア性の伝道師南条が教える童貞を真の漢にする方法 Nia（5月16日、NANA）
- リピート率100％！ 完全会員制 男の潮吹きハーレムエステ（5月20日、犬/妄想族）
- 性的同意済火遊ビ Vol.2（6月12日、SILK LABO）

- バレたらマズイ状況でこっそり吐息を漏らす 働くオンナのパンスト角オナニー（7月1日、OFFICE K’S）

- この高飛車女に恨みあるやつ全員集合！超キモメンの粘着バチボコ拷姦で精神崩壊！中出しタン壺誕生SEX！ Nia（7月8日、ダスッ！）
- 敏腕性欲コンシェルジュ3名つき予約1年待ちの隠れ家 射精∞チケットVIP専用性処理ホテル（7月8日、ケイ・エム・プロデュース）

### VR

#### 2021年
- 台湾語と英語も話せるトリリンガル 女子大生家庭教師の甘～い誘惑筆下ろし 童貞のボクに一からやさしく教えてくれる先生と中出し体験 伊東める（7月2日、本中）
- 出張先で巨乳の新入社員と相部屋逆NTR「二人きりの秘密。バレませんよぉ～」悪魔の囁きとパンチラ誘惑にイチコロ 狂ったように貪り合った最低な新婚の僕… 伊東める（7月8日、kawaii）
- 夏の日、ゲリラ豪雨のバス停でびしょ濡れのキミと… 伊東める 弥生みづき（7月23日、TMA）
- 舐めじゃくりビッチヘルス 小悪魔メルと無限快楽延長コース 伊東める（9月16日、KMPVR-bibi-）
- 最愛の彼女と何度も繰り返すキスと超接近するオッパイ&ヒクヒク動くアナルとゼロ距離で突きまくる密着正常位と激ピスで尻肉が波打つバックとグラインド対面座位とパンパン音がすごい杭打ちピストン騎乗位【生中出し】 伊東める（9月30日、アリスJAPAN）
- おじの性処理にされSEXの虜になっていった過去を持つ 穢れた彼女とヤリまくり性活 伊東める（9月30日、KMPVR）

#### 2022年
- 【VR】壁ドン手コキ（9月6日、CASANOVA）
- 【VR】S-Cute VRフェラチオコレクション あの手この手で絞り尽くすスケベ美少女に口内発射8連発！（11月2日、S-Cute VR）
- 【VR】清楚だった幼馴染が夏休み後にギャル変化！！モテないボクで周りにナイショのSEX練習 伊東める（12月28日、ケイ・エム・プロデュース）
- 【VR】渋谷で逆ナン！性欲最強GAL達が僕を車内へ連れこみ、全身をむさぼってくる！！密室の車内で美肌から滴る汗！W密着舐めに興奮MAXでザーメン絞り取られる僕！（1月2日、SODクリエイト）

#### 2023年
- 【VR】声が小さいのに…おしゃぶりは凄い。うだるような夏、内気な後輩に迫られる放課後の娯楽 Nia（7月14日、KMPVR-彩-）[33]

#### 2024年
- 【VR】【8K】バブみ全開赤ちゃん風俗 夜のおとな保育園 会社の部下にいっぱい甘やかされながら、情緒ぶっとびおぎゃりSEX バブみ全開赤ちゃん風俗 Nia（5月20日、SODクリエイト）
- 【VR】【8K】 部員ひとりのおち●ぽ研究サークル！？ 「ちょっとおち●ちん貸してくれない？」医大に入学したボッチで童貞のボクは声をかけてくれた女の先輩の実験台ち●ぽになりました。 Nia（6月20日、SODクリエイト）
- 【VR】エロ可愛すぎる俺の嫁がいつも発情してるから浮気する気にもならない Nia（10月11日、AQUA＜アクア＞）
- 【VR】一週間M男の射精管理生活 Nia（11月1日、AQUA＜アクア＞）
- 【VR】お姉さん二人に足蹴にされるパンストM性感（1月19日、AQUA＜アクア＞）

### イメージビデオ
- イトメルビーム/伊東める（2022年2月23日、Superlative）

### 写真集
- 伊東める写真集『いとめる』（2022年2月24日、ジーウォーク、撮影：篠原潔）ISBN : 978-4867172896

## 出演

### テレビ
- いと・めるTV（2021年1月4日[34]、エンタ!959）
- スカパー! アダルト放送大賞2022 授賞式〜スカパー! アダルトの歴史が変わる。新時代のアダルトクイーン決めちゃいますスペシャル!!〜（2022年3月15日（14日深夜）、BSスカパー!（BS241））[35]

### 配信番組
- スカパー!アダルト放送大賞2023『今年は新企画?!スカパー!アダルトがオーディションはじめるってよ』（2022年12月20日、YouTube/スカパー!アダルト放送大賞公式チャンネル）[36]
- 新EXガールズオーディション（2023年3月25日、SPOOX EX）
- 嬢王協奏曲2（コンチェルト） キャバ嬢たちの夢踊る旋律（2024年7月3日、ネクスタシーEX、シネマファスト） - ミリヤ 役[37]

### 映画
- 花腐し（2023年11月10日公開、東映ビデオ） - ハン・ユジョン 役[38]